# エアポート'08
『エアポート'08』(原題:SWARM、英題:Destination: Infestation)は、2007年にカナダで放映された、テレビ映画。

## 概要
『エアポート'08』は、カナダで2007年に放映された航空機を舞台とし、機内に入った蟻が引き起こすパニック映画である。日本では、2008年5月にアルバトロスより題名を「エアポート'08」としてDVDが発売された。他に、『SWARM』などのタイトルも使われている。

## あらすじ
コロンビア発アトランタ行き603便が離陸して間もなく、乗客の1人が突然苦しみだして死亡する。彼の体には穴が開き無数の蟻に覆われていた。その機に乗っていた昆虫学者のキャリー・ロスは、毒を持つ“弾丸蟻”だと特定する。しかし、普通の弾丸蟻に較べてアゴが大きく、外骨格も硬い。突然変異か、進化かも知れない。危険を察知した彼女は、航空警察のイーサンと協力して事態の収拾に当たる。しかし、蟻は旅客機の電気ケーブルを食いちぎり、計器は故障。その上、燃料まで漏れ出してしまう。マイアミ空港に緊急着陸を要請するものの、蟻が米国本土に広がってしまうことを怖れ、着陸要請は却下される。そうしている間にも犠牲者は増え続ける。キューバにもハイチにも着陸を拒否された 603便は決断を迫られることになる。

## 制作

### スタッフ
- 監督：ジョージ・メンデラック（英語版）
- 製作総指揮：カーク・ショウ、ティム・ジョンソン、ロバート・グリーン
- 製作：カーク・ショウ
- 脚本：メアリー・ワインスタイン
- 音楽：ピーター・アレン
- 撮影：マイケル・バルフライ

### 受賞
- SOCAN Awards 2014 - Domestic Feature Film Award(ピーター・アレン)

## キャスト
| 役名               | 俳優                   | 日本語吹替 |
| ------------------ | ---------------------- | ---------- |
| キャロリン・ロス   | ジェサリン・ギルシグ   | 日野由利加 |
| イーサン・ハート   | アントニオ・サバト・Jr | 咲野俊介   |
| ダン・マクレディ   | サージ・ホード         | 島香裕     |
| ジェイミー・ロス   | エミリー・テナント     | 黒河奈美   |
| ケーラ・ジョンソン | カレン・ホルネス       | 森夏姫     |

- その他の声の吹き替え：安齋龍太／杉山大／原田晃／芦澤孝臣／世戸さおり／田坂浩樹／勝田晶子／武田華／永木貴依子／櫛田泰道／井田国男